# Reedsches Gesetz
Das Reedsche Gesetz gehört zur Netzwerkökonomie und beschreibt in Netzwerken einen Netzwerkeffekt, wonach sich der Nutzwert insbesondere sozialer Netzwerke im Vergleich zur Anzahl seiner Benutzer verdoppele.

## Allgemeines
Außerhalb der Rechtswissenschaft (formales Gesetz) spricht man in den Wissenschaften von einem Gesetz, wenn aus Beobachtungen orts- und zeitunabhängige allgemeingültige Aussagen abgeleitet und zu einer Theorie verdichtet werden, die weltweit dauerhaft, aber nicht immer ausnahmslos, gilt. Naturgesetze sind in der Naturwissenschaft dagegen ausnahmslos geltende Regeln für den Ablauf des Geschehens. Das Reedsche Gesetz beruht auf Beobachtungen, die durch Induktion verallgemeinert wurden und deshalb nicht ausnahmslos gelten können; es gehört damit zu den empirischen Gesetzen.

## Inhalt
Das Reedsche Gesetz wurde 1999 von David P. Reed vorgestellt und ist eine Erweiterung des Metcalfeschen Gesetzes. Beide betreffen das Internet als Netzwerk.
Als wesentliche Annahme liegt dem Reedschen Gesetz zugrunde, dass sowohl jegliche Verbindung zum Netz als auch jegliche Gruppe denselben maximalen Wert besitzt. Er geht vereinfachend von vier Gruppen aus, die elf Möglichkeiten der Teilnehmer-Verbindungen ermöglichen, nämlich
{\displaystyle 2^{N}-N-1} oder bei großen Gruppen näherungsweise
{\displaystyle 2^{N}}.
Der Grund hierfür ist, dass die Anzahl möglicher Untergruppen {\displaystyle 2^{N}-N-1\,} beträgt. Hierbei bezeichnet {\displaystyle N} die Anzahl der Teilnehmer. Diese Zahl steigt schneller als die Anzahl der Teilnehmer {\displaystyle N} und die Anzahl möglicher Zweier-Verbindungen von {\displaystyle {\frac {N(N-1)}{2}}} (bisweilen als Metcalfesches Gesetz) bezeichnet.
Obwohl der Nutzen von verfügbaren Gruppen pro Gruppe recht klein ist, kann der Netzwerkeffekt einer möglichen Gruppenmitgliedschaft die Gesamtökonomie eines Systems dominieren.
Es gibt noch zwei weitere, weniger bekannte Reedsche Gesetze mit anderem Inhalt. Nach Auffassung von Reed beschreibt dieser Inhalt sein drittes Gesetz.

## Vergleich
Geht man von Benutzern {\displaystyle N} eines Netzwerks aus, so wird sein Wachstum – je nach dem zugrunde gelegten Gesetz – zwischen einem Benutzer ({\displaystyle N=1}) und sechs Benutzern {\displaystyle N=6} zu folgenden Wertentwicklungen führen:
| Gesetz               | Wert ({\displaystyle N} Teilnehmer) | 1 | 2           | 3           | 4           | 5           | 6           | Beispiele                     |
| -------------------- | ----------------------------------- | - | ----------- | ----------- | ----------- | ----------- | ----------- | ----------------------------- |
| Sarnoff-Gesetz       | N                                   | 1 | 2           | 3           | 4           | 5           | 6           | Radio, Fernsehen              |
| Metcalfesches Gesetz | N2                                  | 1 | 4           | 9           | 16          | 25          | 36          | Telefonnetz, E-mail           |
| Reedsches Gesetz     | 2N - N - 1                          | 0 | 1           | 4           | 11          | 26          | 57          | soziale Netzwerke, Chat-Foren |
| n*log(n)             | n*log(n)                            | 0 | 0,602059991 | 1,431363764 | 2,408239965 | 3,494850022 | 4,668907502 |                               |

Sarnoffs Gesetz entstand 1920 und ist benannt nach David Sarnoff, dem damaligen Chef der RCA. Er ging davon aus, dass sich der Unternehmenswert einer Rundfunkanstalt proportional zur Anzahl ihrer Hörer oder Zuschauer entwickele, weil Rundfunk eine einseitige Kommunikation ermögliche (vom Sender an viele Empfänger; englisch one-to-many) und somit einen Wert von {\displaystyle N} besitzt.

## Wirtschaftliche Aspekte
Das Reedsche und das Metcalfsche Gesetz zeigen ein überproportionales Wachstum, wenn die Benutzer-Zahlen steigen. Autoren gingen deshalb davon aus, dass die im März 2000 geplatzte Internetblase zurückzuführen war auf vorgenommene Erweiterungsinvestitionen im Hinblick auf die Vergrößerung des Netzwerks, die nicht den Gewinnchancen entsprachen (beispielsweise bei AOL). Der fundamentale Fehler bei Reed und Metcalfe ist die Grundannahme, dass sowohl jegliche Verbindung als auch jegliche Gruppe denselben maximalen Wert besitzen. Denn manche Kommunikationsverbindungen werden häufiger benutzt als andere, so dass diese Annahme nicht der Realität entspricht.